# Torneo de San Petersburgo 2019
El St. Petersburg Open 2019 fue un torneo de tenis perteneciente al ATP Tour 2019 en la categoría ATP World Tour 250. El torneo tuvo lugar en la ciudad de San Petersburgo (Rusia) desde el 16 hasta el 22 de septiembre de 2019 sobre canchas duras.

## Distribución de puntos
| Modalidad            | Campeón | Finalista | Semifinales | Cuartos de final | 2ª ronda | 1ª ronda | Clasificados | 2ª ronda de clasificación | 1ª ronda de clasificación |
| Individual masculino | 250     | 165       | 100         | 50               | 25       | 0        | 13           | 7                         | 0                         |
| Dobles masculino     | 250     | 150       | 90          | 45               | 20       | 0        | -            | -                         | -                         |

## Cabezas de serie

### Individuales masculino
| Tenista           | Ranking | Preclasificado |
| Daniil Medvédev   | 4       | 1              |
| Karen Jachanov    | 9       | 2              |
| Matteo Berrettini | 13      | 3              |
| Borna Ćorić       | 15      | 4              |
| Andréi Rubliov    | 37      | 5              |
| Mikhail Kukushkin | 56      | 6              |
| Adrian Mannarino  | 59      | 7              |
| Casper Ruud       | 60      | 8              |

- Ranking del 9 de septiembre de 2019.[2]

### Dobles masculino
| Tenista                            | Ranking | Preclasificados |
| Nikola Mektić Franko Škugor        | 50      | 1               |
| Sander Gillé Joran Vliegen         | 94      | 2               |
| Roman Jebavý Philipp Oswald        | 106     | 3               |
| Marcelo Demoliner Matwé Middelkoop | 114     | 4               |

## Campeones

### Individual masculino
Daniil Medvédev venció a  Borna Ćorić por 6-3, 6-1

### Dobles masculino
Divij Sharan /  Igor Zelenay vencieron a  Matteo Berrettini /  Simone Bolelli por 6-3, 3-6, [10-8]